# Test di Hartley
In statistica, il test di Hartley è un test utilizzato per la valutazione del rispetto delle condizioni di omoschedasticità. Deve essere eseguito prima di poter confrontare gruppi mediante analisi della varianza. Viene eseguito assieme ad altri due test ad esso complementari:
- il test di Cochran valuta se la varianza maggiore tra i gruppi è omogenea rispetto alle altre;
- il test della varianza minima valuta se la varianza minore tra i gruppi è omogenea rispetto alle altre.

A differenza dei suddetti test, la cui condizione di applicabilità è che i p campioni in esame, provenienti da popolazioni normali, abbiano tutti uguale numerosità n, per il test di Hartley non esiste questa limitazione.
Il test valuta se la varianza tra i gruppi è omogenea (ossia non differisce significativamente). La procedura si articola come segue:
1. calcolare il rapporto Fmax tra la maggiore e la minore delle varianze.
2. confrontare il valore del rapporto Fmax con i valori critici tabulati (per un dato livello di probabilità) in funzione del livello di significatività α, del numero p di gruppi in esame e dei gradi libertà ν, (ν= nh-1), dove nh è uguale alla media armonica della numerosità campionaria.
3. l'ipotesi nulla (H0) di uguaglianza delle varianze viene respinta se Fmax calcolato ≥ Fmax tabulato per i dati (p,α,ν) e viene accettata in caso contrario.

Trova applicazione in chimica analitica, per verificare il rispetto delle condizioni di omoschedasticità ai fini della valutazione della precisione intermedia, un tipo di precisione la cui stima è necessaria nella validazione di un metodo chimico conformemente alla norma UNI CEI EN ISO/IEC 17025 "Requisiti generali per la competenza dei laboratori di prova e di taratura".